# Puzy
Puzy, Jezioro Pauzeńskie – jezioro w Polsce, położone w województwie warmińsko-mazurskim, w powiecie ostródzkim, w granicach administracyjnych Ostródy i gminy wiejskiej Ostróda. 

## Charakterystyka
Jezioro połączone jest siecią kanałów, rowów i strumieni z sąsiednimi jeziorami; od wschodu z jeziorem Szeląg Wielki, od południa z Jeziorem Drwęckim.

## Dane morfometryczne
Powierzchnia 211,8 ha, maksymalna długość 3,8 km, głębokość maksymalna 2 m, głębokość średniej 0,7 m.